# عبد اللطيف بن عمار
عبد اللطيف بن عمار (25 أبريل 1943 -  6 فبراير 2023) مخرج تونسي. يعد أحد رواد صناعة السينما في تونس، واول مخرج يمثل بلده في مهرجان كان السينمائي عام 1970. وقد أنتخب فيلمه سجنان الذي أنجز  في العام 1974 بين افضل مائة فيلم عربي، كما ساهم في تأسيس المكتبة السينمائية الوطنية، وترك بصمة في عالم صناعة الأفلام إخراجا وكتابة في بلده.

## سيرة
بعد أن بدأ دراساته العليا في الرياضيات، انخرط في السينما وحصل في عام 1965 على دبلوم في التصوير من المعهد العالي للدراسات السينمائية (IDHEC) في باريس.
عند عودته إلى تونس، عينته الشركة التونسية للإنتاج والتنمية السينمائية كممثل وبدأ في تصوير الأفلام القصيرة ومساعدة المخرجين التونسيين والأجانب. في عام 1970، أخرج أول فيلم روائي طويل له بعنوان قصة بسيطة، ثم أسس مع عبد اللطيف لعيوني شركة إنتاج (Latif Productions)، والتي مكنته من تصوير أفلام وثائقية وروائية وحتى إعلانات تجارية.
فاز في العام 1980 بجائزة التانيت الذهبي لأيام قرطاج السينمائية عن فيلم "عزيزة" ومن قبله التانيت الفضي عام 1974 عن فيلم "سجنان".

## أعماله
قدم عبد اللطيف عددا من الأعمال السينمائية، منها:
- "قصة بسيطة كهذه" أول فيلم روائي طويل له 1970
- سجنان - 1974
- عزيزة - 1980
- النخيل الجريح - 2010
- نغم الناعورة - 2002

## روابط خارجية
- عبد اللطيف بن عمار على موقع IMDb (الإنجليزية)
- عبد اللطيف بن عمار على موقع قاعدة بيانات الأفلام العربية
- عبد اللطيف بن عمار على موقع ألو سيني (الفرنسية)
- عبد اللطيف بن عمار على موقع أول موفي (الإنجليزية)
- عبد اللطيف بن عمار على موقع قاعدة بيانات الفيلم (الإنجليزية)
- عبد اللطيف بن عمار على موقع كينوبويسك (الروسية)